# Supercell (Mobilfunkunternehmen)
Supercell SPRL ist ein Mobilfunkunternehmen in Nordkivu in der Demokratischen Republik Kongo. Die ursprünglich regional beschränkte Konzession wurde später in eine nationale Konzession umgewandelt, eine Expansion außerhalb Kivus scheint zumindest nach Bukavu, Südkivu, Kisangani und in die ehemalige Ostprovinz erfolgt zu sein.

## Geschichte
Supercell nahm den Betrieb im Juli 2002 auf. Eine andere Quelle nennt bereits das Jahr 1999. Zu jener Zeit war der Osten des Kongos unter Herrschaft der Rebellen des Rassemblement Congolais pour la Démocratie (RCD-Goma), aus deren Reihen die Gründung erfolgt ist. Zumindest in den Anfängen hat Supercell mit Rwandacell zusammengearbeitet, was aus der damaligen politischen Situation her plausibel ist – oder gar ein Tochterunternehmen war.
Als die Regierungsarmee 2004 Bukavu erobert hatte, wurde das Signal von Supercell in dieser Stadt zugunsten derjenigen von Vodafone und Celtel abgeschaltet. Als Landesvorwahl verwendete Supercell diejenige des benachbarten Ruandas. Im Sommer 2005 wurde dem Unternehmen seitens der Regierung eine Frist angesetzt, um sein Netz an das kongolesische anzuschließen. Seither befindet sich die Zentrale auf dem Mont-Goma. Speziell daran ist, dass die zuständige PTT-Ministerin Gertrude Kitembo angeblich zu den Aktionären Supercells gehört. Ein weiterer Aktionär ist Modeste Makabuza, der mit Waffen- und Rohstoffhandel im ruandisch-kongolesischen Grenzgebiet in Verbindung gebracht wird.